# Superman: Brainiac Attacks
Pour plus de détails, voir Fiche technique et Distribution.
Superman: Brainiac Attacks est un film d'animation de Curt Geda sorti directement en DVD le 20 juin 2006. Il est produit par Warner Bros. Animation, d'après les personnages des comics publiés par DC Comics. 
Le film reprend l'identité visuelle de la série Superman de 1996 mais ne se déroule pas dans la même continuité.

## Synopsis
Agacé devant les succès et la popularité grandissante de Superman, Lex Luthor s'associe à Brainiac pour le vaincre. Utilisant un morceau de kryptonite qu'il s'est procuré dans l'espace, il crée un nouveau corps à Brainiac spécialement conçu pour vaincre l'Homme d'Acier. Mais lorsque Brainac trahit Luthor et révèle ses sombres plans de domination du monde, Superman est contraint de braver la mystérieuse Zone Fantôme pour trouver la force de survivre à ce combat mortel.

## Fiche technique
- Réalisation : Curt Geda
- Producteur : Margaret M. Dean, Duane Capizzi
- Producteur exécutif : Sander Schwartz
- Casting : Susan Blu
- Musique : Thomas Chase
- Animations : Mike Borkowski, Juan Jose Meza-Leon, Stephen Sandoval, Gary Montalbano, Justin Schultz, Jesse Silver, Glenn Wai Lim Wong
- Effet visuel : John Dillon
- Montage : Margaret Hou
- Année : 20 juin 2006
- Genre : Dessin animé (Film d'animation)
- Pays :  États-Unis
- Langue : Anglais

## Voix originales
| Acteurs         | Rôles                          |
| --------------- | ------------------------------ |
| Tim Daly        | Kal-El / Clark Kent / Superman |
| Dana Delany     | Lois Lane                      |
| Powers Boothe   | Lex Luthor                     |
| Lance Henriksen | Brainiac                       |
| George Dzundza  | Perry White                    |
| David Kaufman   | Jimmy Olsen                    |
| Mike Farrell    | Jonathan Kent                  |
| Shelley Fabares | Martha Kent                    |
| Tara Strong     | Mercy Graves                   |
| Roger Rose      | non déterminé                  |
| Cynthia Songe   | non déterminé                  |
| Fred Tatasciore | non déterminé                  |